# Techmarscincus jigurru
Techmarscincus jigurru là một loài thằn lằn trong họ Scincidae. Loài này được Covacevich mô tả khoa học đầu tiên năm 1984.